# Chế lệ
Chế lệ là tên một thư tịch cổ của Việt Nam ra đời dưới triều vua Tự Đức nhà Nguyễn. Chế lệ quy định chức tước và lương bổng của hoàng tộc và các quan văn trong kinh, ngoài trấn, từ chánh nhất phẩm đến tòng cửu phẩm. Sách thống kê tình hình nhân khẩu, ruộng đất, thuế lệ... của các tỉnh, phủ, huyện, các cửa biển, đường thủy từ Nam ra Bắc, các dịch trạm từ kinh thành đi các nơi. Kiến trúc của thành Nam Định. Trong tập còn có hai bài Phục sắc ca nói về trang phục của quan văn, quan võ dưới triều.